# David Procházka (podnikatel)
David Procházka (* 20. ledna 1994) je český podnikatel. Je zakladatelem dobročinné platformy Donio a dobročinné aukční platformy Dobrobot[zdroj?]. V letech 2022–2025 byl zastupitelem hlavního města Prahy.

## Život
Nejprve založil firmu na rozvoz květin, kterou provozoval asi dva roky. Poté pracoval zhruba rok jako account manager v digitální agentuře.
Na podzim 2019 poté spustil dobročinnou platformu Donio. V dubnu 2023 založil společně s Martinem Hájkem, zakladatelem Livesportu, dobročinnou aukční platformu Dobrobot.
Za rok 2020 byl zvolen do žebříčku Innovators 20. Žebříček sestavili Hospodářské noviny a zpravodajský server CzechCrunch z 20 nejlepších inovátorů a inovátorek z Česka a v roce 2021 byl vybrán do prestižního žebříčku Forbes 30pod30, který každoročně vyhlašuje 30 mladých a úspěšných lidí.

### Donio
V roce 2019 založil crowdfundingovou platformu Donio. K září 2023 se přes ni ve více než 6 tisících sbírkách a projektech vybralo od dárců přes 1 miliardu korun. Provoz platformy je hrazen z dobrovolných příspěvků dárců.
Největší částku se podařilo vybrat v září 2023 na léčbu malého Martínka s genetickým onemocněním, a to 151 milionů korun. Během 35 dní do sbírky přispělo přes 300 tisíc lidí.

### Politické působení
V září 2022 Procházka úspěšně kandidoval jako nezávislý kandidát za STAN ve volbách do zastupitelstva hl. m. Prahy. Zde plnil roli předsedy výboru pro IT a Smart city. V dubnu 2025 však na svou funkci rezignoval. Důvodem byla jeho frustrace a rozčarování z koaličních konfliktů a pomalosti fungování magistrátu.